# Abhidhamma
L'Abhidhamma (pâli: अभिधम्म Abhidhamma sanskrit: अभिधर्म Abhidharma) — littéralement « corbeille des commentaires », « doctrine spéciale », « au-dessus de l'enseignement », ou encore « collection de dogmes»,  — est la troisième et dernière partie des textes du Canon pali, le Tipitaka, consacrée aux exposés psychologiques et philosophiques de l’enseignement du Bouddha.
Plus précisément, l'Abhidhamma traite de la cosmologie, de l'analyse psychologique, de la classification des phénomènes et de la métaphysique. En général, les chercheurs datent cet ensemble de textes aux alentours de l'an 300 avant notre ère, c'est-à-dire vers le premier concile bouddhique. Cependant pour certains l'approche historique fait penser qu'il a été rédigé après les deux premières corbeilles.

## Composition

### Abhidhamma du Theravada
L'Abhidhamma theravadin se compose de sept traités :
- Dhammasangani (Classification des choses), catalogue des phénomènes ;
- Vibhanga (Divisions), traitant des agrégats, de la perception ;
- Kathavatthu (Points controversés), traité rédigé par Moggaliputta-Tissa (en);
- Puggalapannatti (Description des personnalités), description des types de caractères ;
- Dhâtukathâ (Exposé sur les éléments) ;
- Yamaka (Paires), traitant de questions par doubles réponses ;
- Le Paṭṭhāna (Mises en jeu), traitant des relations causales.

### Abhidhamma Sarvastivadin
L'Abhidhamma Pitaka de l'école Sarvastivada se compose également de sept traités :
1. Sangītiparyāya
2. Dharmaskandha
3. Prajñaptiśāstra
4. Dhātukāya
5. Vijñānakāya
6. Prakaranapāda
7. Jñānaprasthāna

### Commentaires sur le Theravada
En sus de l'Abhidharma canonique, plusieurs commentaires ont été écrits pour lui servir d'introduction. Les plus connus sont :
- Vimuttimagga (« Chemin de la Liberté »);  Ier ou IIe siècle apr. J.-C.
- Visuddhimagga (« Chemin de la Purification ») par Buddhaghosa; début du Ve siècle)
- Atthasālinī (en) par Buddhaghosa (explique la signification des termes apparaissant dans le Dhammasangani)
- Abhidhammāvatāra (en) (« Introduction à l'Abhidharma »)  Buddhadatta; Ve siècle (introduction directe à l'Abhidharma du Theravada)
- Abhidhammattha-saṅgaha (en) (« Compendium des sujets de l'Abhidharma ») par Anuruddha (XIIe siècle)

### Traductions
- (en) A Buddhist Manual of Psychological Ethics of the Fourth Century B.C., being a Translation, now made for the time from the original Pali of the First Book in the Abhidhamma Pitaka, entitled Dhamma-Sangani (Compendium of States or Phenomena), trad. Caroline A. F. Rhys Davids, London, Royal Asiatic Society, 1900, 500 p. [lire en ligne (page consultée le 28 décembre 2023)]
- Dhammasanganî, trad. André Bareau, Centre de documentation Universitaire, 1951.
- (en) Kathâvatthu, trad. Caroline A. F. Rhys Davids : Points of Controversy, coll. « Pâli Text Societ »", 1915, lvi +, 416 p.
- (en)Yamaka, trad. Caroline A. F. Rhys Davids : The Yamaka, being The Sixth Book of the Abhidhamma-pitaka, Frowde, coll. « Pâli Text Society », 2 vol., 1911.

### Études
- James P. McDermott, « The Kathavatthu Kamma Debates » in Journal of the American Oriental Society, Vol. 95, N° 3 (Jul. - Sep., 1975), p. 424–433.
- Nyanaponika Thera, Abhidhamma Studies. Researches in Buddhist Psychology, Wisdom Publications, 1998 [1949], 176 p.
- Nyanatiloka Mahathera, Guide Through the Abdhidhamma Pitaka. A Synopsis of the Philosophical Collection of the Theravada Buddhist Canon, Kandy, Buddhist Publication Society, 1983 [lire en ligne (page consultée le 28 décembre 2023)]
- Rupert Gethin, Foundations of Buddhism, Oxford University Press, 1998, 352 p. (ISBN 978-0-192-89223-2)